# Hamelin de Warenne
Grof Hamelin (? — 7. svibnja 1202.), poznat kao Hamelin Anžuvinski ili Hamelin Plantagenet, bio je anglo-anžuvinski plemić. Bio je izvanbračni sin Gotfrida Plantageneta, grofa Anjoua, polubrat kralja Henrika II. Engleskog te polustric kralja Ivana bez Zemlje.
Henrik II. izabrao je ženu svom polubratu – Hamelin se oženio Izabelom de Warenne, imućnom nasljednicom. Izabela je već bila udovica Vilima Blojškog. Hamelin je brakom bio grof Surreya te je prepoznat kao „grof de Warenne”. Izabelin i Hamelinov sin, Vilim, 5. grof Surreya, oženio se Matildom Marshal. Hamelinove su kćeri bile Adela, Matilda i Izabela (Isabel).
Hamelin je ispratio svoju sinovicu Ivanu u Kraljevinu Siciliju.